# Ischaemum longisetum
Ischaemum longisetum är en gräsart som beskrevs av Elmer Drew Merrill. Ischaemum longisetum ingår i släktet Ischaemum och familjen gräs. Inga underarter finns listade i Catalogue of Life.